# Pretty Guardian Sailor Moon
Pretty Guardian Sailor Moon (美少女戦士セーラームーン, Bishōjo Senshi Sērā Mūn, frequentemente abreviado para PGSM) é uma série de televisão tokusatsu baseada no mangá de Sailor Moon de Naoko Takeuchi. Foi produzida pela Toei Company.

## Sinopse
Um grande mal, que foi gerado pela Rainha Beryl, seus quatro generais e a Rainha Metália, tenta roubar a energia dos humanos para que Beryl possa dominar o mundo. Assim, surge no seu caminho as Sailor Senshi para impedir os seus planos. No entanto, esse conflito pode resultar na destruição do planeta Terra.

## Desenvolvimento
A popularidade dos musicais de Sailor Moon contribuiu para a decisão de ser feita a série live-action. Em 27 de dezembro de 2003, foi anunciado oficialmente o programa. Takeuchi esteve diretamente envolvida na produção da série.

## Mudanças na história
PGSM é uma releitura da primeira temporada do anime de Sailor Moon, com isso podemos notar diferenças entre o mangá e o anime. A história é focada no lado sentimental das personagens e a sua conexão com o seu passado, além das sequências de ação feitas por dublês da G-Rockets e da Japan Action Enterprise. Os primeiros episódios foram baseados diretamente da história do anime e do mangá, já que Sailor Júpiter  entrou no episódio 6 por conta própria. A relação entre Usagi e Rei no live-action é mais amigável do que no anime (pois esta versão de Rei é baseada na versão original do mangá, mais contida e segura de si), embora seja mostrado alguns desentendimentos entre elas.
Uma das maiores mudanças no live-action é relacionada a personagem Minako Aino, que além de Sailor Senshi, é uma famosa cantora pop. Nos primeiros episódios, ela se apresentava como Sailor V, referindo-se a dupla vida que leva na sua música. Sua canção mais popular, "C'est La Vie (Watashi no Naka no Koisuru Bubun)" (C'est la vie 〜私のなかの恋する部分), é um trocadilho japonês entre "Sailor V" (セーラーV, Sērā Bui) e "C'est la vie" (セ・ラ・ヴィ, Se Ra Vi) ("A vida é assim", em francês), pois a pronúncia é idêntica.
Para dar um ar a mais na história, algumas atualizações foram feitas, principalmente relacionadas a tecnologia. No anime, por exemplo, é mostrado Ami utilizando uma fita cassete. Na série de televisão, esse objeto foi substituído pelo MiniDisc. Além disso, para se transformarem, cada Senshi ganhou um bracelete e um celular com câmera mágico.
Com a nova adaptação, surgiram novos personagens, como Sailor Luna, Dark Sailor Mercury e Princess Sailor Moon. Para completar, uma nova antagonista, Mio Kuroki, foi introduzida na série.

## Elenco
- Miyu Sawai como Princess Sailor Moon/Princess Serenity/Usagi Tsukino/Sailor Moon
- Chisaki Hama como Ami Mizuno/Sailor Mercury/Dark Mercury
- Keiko Kitagawa como Rei Hino/Sailor Mars
- Myuu Azama como Makoto Kino/Sailor Jupiter
- Ayaka Komatsu como Minako Aino/Sailor V/Sailor Venus
- Rina Koike como Sailor Luna
- Keiko Han como Luna (voz)
- Kappei Yamaguchi como Artemis (voz)
- Jyôji Shibue como Mamoru Chiba/Tuxedo Kamen/Prince Endymion
- Aya Sugimoto como Rainha Beryl
- Jun Masuo como Jadeite
- Hiroyuki Matsumoto como Nephrite
- Yoshito Endô como Zoicite
- Akira Kubodera como Kunzite
- Alisa Durbrow como Mio Kuroki
- Chieko Kawabe como Naru Osaka
- Masaya Kikawada como Motoki Furuhata
- Kaori Moriwaka como Ikuko Tsukino
- Naoki Takeshi como Shingo Tsukino
- Moeko Matsushita como Hina Kusaka
- Narushi Ikeda como Sugao Saitou (empresário de Minako)

## Especiais em DVD

### Pretty Guardian Sailor Moon: Special Act
A história se passa quatro anos após o final da batalha entre as Senshi e o Dark kingdom, embora seja focado no casamento de Mamoru Chiba e Usagi Tsukino. Antes da marcha nupcial, eles devem lutar mais uma vez contra Mio Kuroki que foi revivida para se tornar a nova rainha do Reino da Escuridão. Mio rapta Mamoru e Usagi, e força Mamoru a se casar com ela. Entretanto, os Generais do já extinto Dark Kingdom também reviveram para ajudar a eliminar o youma de Mio. Todas as Senshi, menos Sailor Mars (que já aparece hospitalizada durante a batalha contra Mio), usam a Espada Lunar dada pela Rainha Serenity para restaurar os poderes e se transformarem pela última vez como Sailor Senshi, derrotando Mio de forma definitiva. No emocionante final da série, Usagi e Mamoru se casam e Makoto e Motoki se tornam noivos.

### Pretty Guardian Sailor Moon: Act Zero
Último especial produzido para PGSM, o qual se passa antes do início da série de TV. Começa quando Minako Aino conhece Ártemis e se transforma em Sailor V no dia de Natal. Ela deve usar seus poderes para prender um ladrão de joias chamado Q.T. Kenko e suas assistentes. Usagi e suas amigas decidem se vestir com suas próprias roupas de colegial para afastar os ladrões da joalheria de Mayumi Osaka. Apenas Usagi foi capturada por Kenko. Os atores que fazem os Generais de Negaverso aparecem como inexperientes policiais apelidados de "Police Shittenou" em uma referência cômica ao  Capitão Kuroi (Kunzite), Oficial Akai (Nephryte), Oficial Shiroi (Zoicite) e a Oficial Hanako (Jedyte). A história termina quando Luna vem a Terra sentindo o calor ao chegar a atmosfera terrestre, recebendo uma ordem para dar seus poderes a Usagi para ela se transformar em Sailor Moon.

### Super Dance Lesson
Apresentado por Luna, Sailor Jupiter e Sailor Moon, o vídeo mostra como fazer as coreografias de várias músicas do PGSM.

### Kirari Super Live!
Gravado ao vivo em 2 de maio de 2004, durante um evento promovido para um público de mil pessoas, escolhidos pelo Sailor Moon Campaign. O evento era composto por um musical estrelado pelas atrizes do programa de TV onde cantaram as músicas do seriado, além da participação da cantora Nanami Yumihara. Na história criada para o evento, as Sailor Senshi precisam impedir que os Shittenous consigam a energia da plateia. O show foi lançado em DVD, que traz também cenas de bastidores e entrevista com o elenco da série de TV.

## Trilha sonora
Em março e abril de 2004, foram lançados singles para cada uma das cinco Sailor Senshi. "Pretty Guardian Sailor Moon Original Song Album ~ Dear My Friend" foi lançado em junho de 2004. Um box contendo 3 CDs, intitulado "Moonlight Real Girl", foi lançado em setembro de 2004.

## Lista de episódios
Atenção: Os títulos foram traduzidos do inglês.
Série de TV
- Act.01 - Eu sou Sailor Moon
- Act.02 - Amy se torna uma amiga
- Act.03 - Raye é a terceira guerreira
- Act.04 - Confusão na festa de Halloween
- Act.05 - Serena é uma verdadeira amiga?
- Act.06 - Sailor Jupiter: A guerreira transferida
- Act.07 - Ele me viu transformar...
- Act.08 - O pai de Raye
- Act.09 - Vou proteger o Cristal de Prata
- Act.10 - Sou a rainha das trevas: Rainha Beryll
- Act.11 - Temos que ver a verdadeira Minako
- Act.12 - A verdadeira identidade de Sailor V
- Act.13 - Surge o último dos generais: Kunzite
- Act.14 - Serena entre o bem e o mal: Ela vai se tornar maligna?
- Act.15 - Vou punir o ladrão!
- Act.16 - Eu tenho que salvar Naru!
- Act.17 - A transformação de Minako
- Act.18 - O encontro das Sailor Senshi
- Act.19 - O dia dos Namorados furioso de Serena
- Act.20 - Hina e Darien: Um relacionamento conturbado
- Act.21 - O que vão fazer com Amy?
- Act.22 - Serena chora: Amy se torna inimiga
- Act.23 - Raye canta na esperança de despertar seus poderes
- Act.24 - Nunca me esquecerei do Darien depois de tudo
- Act.25 - A verdadeira identidade de Tuxedo Mask
- Act.26 - Serena é a verdadeira princesa da Lua
- Act.27 - Luna se torna guerreira
- Act.28 - Bem-vinda de volta, Amy!
- Act.29 - A rival de Minako: Kuroki Mio, a garota transferida
- Act.30 - Mio X Serena
- Act.31 - Sailor Jupiter desperta o seu poder
- Act.32 - Darien volta: Mio a caminho do estrelato
- Act.33 - Amy vai mudar de escola?
- Act.34 - Um encontro dramático entre pai e filha
- Act.35 - Sailor Venus encontra-se com Zyocite
- Act.36 - Surge a Princesa Sailor Moon
- Act.37 - O poder da Princesa causará destruição?
- Act.38 - Eu prometo: O planeta não será destruído!
- Act.39 - Ikuko é repórter por um dia
- Act.40 - A batalha do ano: Minako X Raye
- Act.41 - Atualmente, sou uma guerreira!
- Act.42 - Não usarei o poder do cristal de prata
- Act.43 - A promessa de Serena e Darien
- Act.44 - O sacrifício de Zyocite
- Act.45 - O ataque violento da Metallia
- Act.46 - Sailor Venus desperta seu poder pela última vez
- Act.47 - A Morte de Minako: A canção da despedida
- Act.48 - O rapto de Darien
- Final Act - As Guerreiras da Lua superam suas vidas passadas

Especiais em DVD
- Special Act - Vamos nos casar!!!
- Act Zero - O nascimento de Sailor V
- Act Zero - A vida solteira de Hina
- Act Zero - O Nascimento secreto de Tuxedo Mask